# Microtus paradoxus
Microtus paradoxus — вид мишоподібних ссавців з родини хом'якових.

## Середовище проживання
Вид проживає на північному сході Ірану і в Туркменістані; на висотах від 300 м до 2500 м над рівнем моря.
Населяє злакові та трав'яні степи в середніх і вищих гірських поясах (1000—2500 м), часто трапляється на ділянках з деревами й кущами. У нижньому поясі напівпустель (300—1000 м) зустрічається тільки вздовж річок і вологих ярів. Його багато у фруктових садах і полях люцерни. 

## Спосіб життя
Навесні та влітку активний у сутінках; взимку і ранньою весною також удень. Взимку активний під снігом. Нори неглибокі, але іноді їх глибина досягає 70 см. Система нір складна з кількома виходами. Виходи з'єднані доріжками на землі. Харчуються полівка зеленими частинами рослин, корінням, цибулинами та насінням, часто культурними рослинами, пшеницею, ячменем, вівсом, кукурудзою та бавовником. Вид зберігає корм, запаси яких можуть бути до 3,5 кг. Період розмноження триває з лютого по жовтень, розмір виводку 5–7 дитинчат. Вагітність 20–22 днів.

## Загрози й охорона
Великих загроз для цього виду немає, проте в Туркменістані популяція скорочується через зміну клімату (підвищена посушливість) і надмірний випас. Цей вид погано пристосовується до нових умов. Вид був знайдений на заповідних територіях.